# Prêmio de Música Léonie Sonning
O Prêmio de Música Léonie Sonning, ou simplesmente Prêmio Sonning, é a mais alta honra musical da Dinamarca, é presenteado anualmente a um músico ou compositor internacional. O primeiro prêmio foi concedido em 1959 para o compositor Igor Stravinsky. Laureados são, atualmente, selecionados pelos diretores da Fundação de Música Léonie Sonning, que foi fundada em 1965.
O diploma é em Dinamarquês e inclui uma gratificação de DKK 600 mil (EUR 80 mil ou US$ 125 mil) e um monotipo do pintor dinamarquês Maja Lisa Engelhardt. As honrarias acontecem com um concerto, tipicamente em Copenhagen.
O prêmio não está diretamente relacionado ao Prêmio Sonning, que é uma honra dinamarquesa apresentada pela fundação em memória do último marido de Sonning, Carl Johann Sonning.

## Premiados
- 1959  Igor Stravinsky
- 1965  Leonard Bernstein
- 1966  Birgit Nilsson
- 1967  Witold Lutosławski
- 1968  Benjamin Britten
- 1969  Boris Christoff
- 1970  Sergiu Celibidache
- 1971  Arthur Rubinstein
- 1972  Yehudi Menuhin
- 1973  Dmitri Shostakovitch
- 1974  Andrés Segovia
- 1975  Dietrich Fischer-Dieskau
- 1976  Mogens Wöldike
- 1977  Olivier Messiaen
- 1978  Jean-Pierre Rampal
- 1979  Janet Baker
- 1980  Marie-Claire Alain
- 1981  Mstislav Rostropovich
- 1982  Isaac Stern
- 1983  Rafael Kubelík
- 1984  Miles Davis
- 1985  Pierre Boulez
- 1986  Sviatoslav Richter
- 1987  Heinz Holliger
- 1988  Peter Schreier
- 1989  Gidon Kremer
- 1990  György Ligeti
- 1991  Eric Ericson
- 1992  Georg Solti
- 1993  Nikolaus Harnoncourt
- 1994  Krystian Zimerman
- 1995  Yuri Bashmet
- 1996  Per Nørgård
- 1997  Andras Schiff
- 1998  Hildegard Behrens
- 1999  Sofia Gubaidulina
- 2000  Michala Petri
- 2001  Anne-Sophie Mutter
- 2002  Alfred Brendel
- 2003  György Kurtág
- 2004  Keith Jarrett
- 2005  John Eliot Gardiner
- 2006  Yo-Yo Ma
- 2007  Lars Ulrik Mortensen
- 2008  Arvo Pärt
- 2009  Daniel Barenboim
- 2010  Cecilia Bartoli
- 2011  Kaija Saariaho
- 2012  Jordi Savall
- 2013  Simon Rattle
- 2014  Martin Fröst
- 2015  Thomas Adès
- 2016  Herbert Blomstedt
- 2017  Leonidas Kavakos
- 2018  Mariss Jansons
- 2019  Hans Abrahamsen
- 2020  Barbara Hannigan
- 2021  Unsuk Chin
- 2022  Pierre-Laurent Aimard
- 2023  Evelyn Glennie